# KBO MVP
KBO MVP는 매년 KBO 리그의 해당 연도 정규 리그에서 최고의 활약을 보인 선수에게 주는 상이다. MVP라고 부르기도 한다. 본 명칭은 한국 프로 야구 최우수 선수상였으나 한국야구위원회의 브랜드 아이덴디티 통합 작업에 따라 2015시즌부터 "KBO MVP"라는 새로운 명칭을 사용하게 되었다.
한국 야구 위원회와 한국 야구 기자회 소속 종합 일간지, 스포츠 전문지 방송사 간사들로 구성된 선정 위원회가 후보를 선정하고, 선정된 후보를 대상으로 프로 야구 출입 기자단이 투표를 하며 총 유효표의 과반수의 득표를 얻은 선수가 수상자로 선정된다. 만약 과반수의 득표자가 안 나왔을 때에는 1~2위 선수를 대상으로 결선 투표를 실시한다. 최우수 선수에게는 2,000만원 상당의 순금 트로피가 주어진다.

## 후보자 선정 및 수상 조건
한국야구위원회 회원구단의 선수로서 다음과 같은 누계 출장 수를 초과하지 않은 자에 한한다. 투수는 규정이닝의 30회 및 30이닝 이내, 타자(지명타자 포함)는 전경기 출장과 규정타석의 60타석 이내로 규정하고 있다.

## 통계
- 최다 수상자: 이승엽 5회 (1997, 1999, 2001, 2002, 2003)
- 연속 수상: 이승엽 (2001 ~ 2003) / 선동열 (1989 ~ 1990) / 장종훈 (1991 ~ 1992) / 박병호 (2012 ~ 2013)
- 단일시즌 최다 선발승:  리오스 (2007년 22선발승)

| 연도 | 수상자           | 소속 구단     | 위치   | 시즌 성적                                                                    | 비고                                                |
| ---- | ---------------- | ------------- | ------ | ---------------------------------------------------------------------------- | --------------------------------------------------- |
| 1982 | 박철순           | OB 베어스     | 투수   | 다승, 평균자책, 승률 1위 / 탈삼진, 구원 2위                                  | 16선발승으로 최다 선발승                            |
| 1983 | 이만수           | 삼성 라이온즈 | 포수   | 홈런, 타점 1위 / 출루율, 장타율 6위 / 안타 7위 / 타율 8위                    |                                                     |
| 1984 | (故)최동원       | 롯데 자이언츠 | 투수   | 다승, 탈삼진 1위 / 평균자책, 승률 4위,구원 2위 2011년 지병인 대장암으로 별세 | 9선발승으로 오영일 강만식과 선발승 공동 7위         |
| 1985 | 김성한           | 해태 타이거즈 | 1루수  | 홈런, 안타 1위 / 타점, 장타율 2위 / 타율, 출루율 3위                         |                                                     |
| 1986 | 선동열           | 해태 타이거즈 | 투수   | 다승, 평균자책, 탈삼진 1위 / 승률 2위 / 구원 3위                             | 17선발승으로 최다 선발승                            |
| 1987 | 장효조           | 삼성 라이온즈 | 외야수 | 타율, 출루율 1위 / 장타율 4위 / 타점 6위 / 안타 10위                         |                                                     |
| 1988 | 김성한           | 해태 타이거즈 | 1루수  | 홈런, 타점, 안타, 장타율 1위 / 타율 3위 / 출루율 9위 / 도루 10위             |                                                     |
| 1989 | 선동열           | 해태 타이거즈 | 투수   | 다승, 평균자책, 탈삼진, 승률 1위 / 구원 3위                                  | 9선발승으로 선발승 9위                              |
| 1990 | 선동열           | 해태 타이거즈 | 투수   | 다승, 평균자책, 탈삼진, 승률 1위 / 구원 4위                                  | 11선발승으로 박정현과 선발승 공동 4위               |
| 1991 | 장종훈           | 빙그레 이글스 | 1루수  | 홈런, 타점, 안타, 장타율, 출루율 1위 / 타율 3위 / 도루 8위                   |                                                     |
| 1992 | 장종훈           | 빙그레 이글스 | 1루수  | 홈런, 타점, 장타율 1위 / 출루율 3위 / 안타 10위                              |                                                     |
| 1993 | 김성래           | 삼성 라이온즈 | 1루수  | 홈런, 타점 1위 / 장타율 2위 / 출루율 3위 / 안타 4위 / 타율 6위               |                                                     |
| 1994 | 이종범           | 해태 타이거즈 | 유격수 | 타율, 도루, 안타, 득점, 출루율, 장타율 1위 / 홈런 4위 / 타점 5위             |                                                     |
| 1995 | 김상호           | OB 베어스     | 외야수 | 홈런, 타점 1위 / 안타 5위 / 장타율 7위                                       |                                                     |
| 1996 | 구대성           | 한화 이글스   | 투수   | 다승, 평균자책, 승률, 구원 1위 / 탈삼진 3위                                  | 2선발승                                             |
| 1997 | 이승엽           | 삼성 라이온즈 | 1루수  | 홈런, 타점, 안타 1위,/ 타율 2위 / 장타율 4위                                 |                                                     |
| 1998 | 타이론 우즈      | OB 베어스     | 1루수  | 홈런, 타점 1위 / 장타율 2위 / 출루율 6위 / 타율 8위 / 안타 9위               |                                                     |
| 1999 | 이승엽           | 삼성 라이온즈 | 1루수  | 홈런, 타점, 득점, 출루율, 장타율 1위 / 안타 9위                              |                                                     |
| 2000 | 박경완           | 현대 유니콘스 | 포수   | 홈런 1위 / 출루율 3위 / 타점 7위                                             |                                                     |
| 2001 | 이승엽           | 삼성 라이온즈 | 1루수  | 홈런 1위 / 장타율, 득점 2위 / 타점 8위 / 출루율 9위                          |                                                     |
| 2002 | 이승엽           | 삼성 라이온즈 | 1루수  | 홈런, 타점, 득점, 장타율 1위 / 안타, 출루율 2위 / 타율 3위                   |                                                     |
| 2003 | 이승엽           | 삼성 라이온즈 | 1루수  | 홈런, 타점, 득점 1위 / 장타율 2위 / 출루율 3위                               |                                                     |
| 2004 | 배영수           | 삼성 라이온즈 | 투수   | 다승, 승률 1위 / 평균자책 3위 / 탈삼진 4위                                   | 16선발승으로 피어리와 선발승 공동 3위               |
| 2005 | 손민한           | 롯데 자이언츠 | 투수   | 다승, 평균자책, 승률 1위                                                     | 17선발승                                            |
| 2006 | 류현진           | 한화 이글스   | 투수   | 다승, 평균자책, 탈삼진 1위 / 승률 2위                                        | 선발로만 18승                                       |
| 2007 | 다니엘 리오스    | 두산 베어스   | 투수   | 다승, 평균자책, 승률 1위 / 탈삼진 2위                                        | 22선발승으로 역대 정규시즌 MVP 단일시즌 최다 선발승 |
| 2008 | 김광현           | SK 와이번스   | 투수   | 다승, 탈삼진 1위 / 평균자책 2위                                              | 선발로만 16승                                       |
| 2009 | 김상현           | KIA 타이거즈  | 3루수  | 홈런, 타점, 장타율 1위                                                       |                                                     |
| 2010 | 이대호           | 롯데 자이언츠 | 3루수  | 홈런, 타율, 타점, 득점, 안타, 출루율, 장타율 1위                             |                                                     |
| 2011 | 윤석민           | KIA 타이거즈  | 투수   | 다승, 평균자책, 탈삼진, 승률 1위                                             | 선발로만 17승                                       |
| 2012 | 박병호           | 넥센 히어로즈 | 1루수  | 홈런, 타점, 장타율 1위                                                       |                                                     |
| 2013 | 박병호           | 넥센 히어로즈 | 1루수  | 홈런, 타점, 장타율, 득점 1위                                                 |                                                     |
| 2014 | 서건창           | 넥센 히어로즈 | 2루수  | 타율, 안타, 득점 1위 / 도루 3위                                              |                                                     |
| 2015 | 에릭 테임즈      | NC 다이노스   | 1루수  | 타율, 출루율, 장타율, 득점 1위 / 홈런 3위 / 도루 5위                         |                                                     |
| 2016 | 더스틴 니퍼트    | 두산 베어스   | 투수   | 다승, 승률, 평균자책 1위                                                     | 21선발승                                            |
| 2017 | 양현종           | KIA 타이거즈  | 투수   | 다승 1위 / 승률 2위 / 탈삼진 3위 / 평균자책 5위                              | 선발로만 20승                                       |
| 2018 | 김재환           | 두산 베어스   | 외야수 | 홈런, 타점 1위 / 장타율 2위 / 안타 6위 / 타율 8위 / 득점 10위                |                                                     |
| 2019 | 조쉬 린드블럼    | 두산 베어스   | 투수   | 다승, 승률 , 탈삼진 1위 / 평균자책 2위                                       | 선발로만 20승                                       |
| 2020 | 멜 로하스 주니어 | kt 위즈       | 외야수 | 홈런, 타점, 장타율, 득점 1위/ 타율 3위                                       |                                                     |
| 2021 | 아리엘 미란다    | 두산 베어스   | 투수   | 평균자책, 탈삼진 1위 / 다승, 승률 4위                                        | 14선발승으로 백정현 원태인과 선발승 공동 4위        |
| 2022 | 이정후           | 키움 히어로즈 | 외야수 | 타율, 타점, 안타, 출루율, 장타율 1위                                         |                                                     |
| 2023 | 에릭 페디        | NC 다이노스   | 투수   | 평균자책, 다승, 탈삼진 1위                                                   |                                                     |
| 2024 | 김도영           | KIA 타이거즈  | 3루수  | 득점, 장타율 1위/ 홈런 2위, 타율 3위, 출루율 3위                             | 야수 최연소 MVP                                     |

| 순위 | 횟수 | 소속 구단       | 수상 연도                              |
| ---- | ---- | --------------- | -------------------------------------- |
| 1    | 10   | KIA 타이거즈    | 85, 86, 88, 89, 90, 94, 09, 11, 17, 24 |
| 2    | 9    | 삼성 라이온즈   | 83, 87, 93, 97, 99, 01, 02, 03, 04     |
| 3    | 8    | 두산 베어스     | 82, 95, 98, 07, 16, 18, 19, 21         |
| 4    | 4    | 한화 이글스     | 91, 92, 96, 06                         |
| 4    | 4    | 키움 히어로즈   | 12, 13, 14, 22                         |
| 6    | 3    | 롯데 자이언츠   | 84, 05, 10                             |
| 7    | 1    | 현대 유니콘스   | 00                                     |
| 7    | 1    | SK 와이번스     | 08                                     |
| 7    | 1    | NC 다이노스     | 15                                     |
| 7    | 1    | kt 위즈         | 20                                     |
| 11   | 0    | LG 트윈스       |                                        |
| 11   | 0    | 쌍방울 레이더스 |                                        |

| 순위 | 인원수 | 소속 구단     | 수상 선수                                                      |
| ---- | ------ | ------------- | -------------------------------------------------------------- |
| 1    | 8      | 두산 베어스   | 박철순, 김상호, 우즈, 리오스, 니퍼트, 김재환, 린드블럼, 미란다 |
| 2    | 7      | KIA 타이거즈  | 김성한, 선동열, 이종범, 김상현, 윤석민, 양현종, 김도영         |
| 3    | 5      | 삼성 라이온즈 | 이만수, 장효조, 김성래, 이승엽, 배영수                         |
| 4    | 3      | 한화 이글스   | 장종훈, 구대성, 류현진                                         |
| 4    | 3      | 롯데 자이언츠 | 최동원, 손민한, 이대호                                         |
| 4    | 3      | 키움 히어로즈 | 박병호, 서건창, 이정후                                         |
| 7    | 1      | 현대 유니콘스 | 박경완                                                         |
| 7    | 1      | SK 와이번스   | 김광현                                                         |
| 7    | 1      | NC 다이노스   | 에릭 테임즈                                                    |
| 7    | 1      | kt 위즈       | 멜 로하스 주니어                                               |